# Květa Grabovská
Květa Grabovská (* 29. Mai 2002 in Brünn, Tschechien) ist eine tschechische Volleyballspielerin.

## Karriere

### Verein
Grabovská begann 2010 mit dem Volleyballspielen beim VK KP Brno in ihrer Heimatstadt. Bei dem Verein durchlief sie die Jugendmannschaften und wurde zur Saison 2019/20 Teil der ersten Mannschaft, für die sie in der Folge zwei Saisons spielte, ehe sie zur Saison 2021/22 in die deutsche Bundesliga zum 1. VC Wiesbaden wechselte. Mit Wiesbaden kam sie im DVV-Pokal 2021/22 und in den Bundesliga-Playoffs jeweils ins Viertelfinale. Im Mai 2022 gab der Dresdner SC die Verpflichtung von Grabovská bekannt. Mit Dresden erreichte sie in der Saison 2022/23 das Viertelfinale im DVV-Pokal und das Playoff-Halbfinale der Bundesliga. 2023 wechselte sie zum Ligakonkurrenten Ladies in Black Aachen. In der Saison 2023/24 kamen die Ladies in Black ins Pokal-Viertelfinale gegen Allianz MTV Stuttgart. In der Bundesliga mussten sie als Tabellenletzter der Zwischenrunde auf die Playoffs verzichten. Nach der Saison verließ Grabovská den Verein mit noch unbekanntem Ziel.

### Nationalmannschaft
Grabovská nahm 2017 mit dem tschechischen Nachwuchsnationalteam an der U16-/U17-Volleyball-Europameisterschaft teil, ein Jahr später folgte die Teilnahme an der U17-/U18-Volleyball-Europameisterschaft sowie an der U19-/U20-Volleyball-Europameisterschaft. 2021 wurde sie erstmals in die tschechische Volleyballnationalmannschaft der Frauen berufen. Mit der A-Nationalmannschaft erreichte sie 2021 den 4. Platz der Europaliga, bei der Europameisterschaft scheiterte das Team im Achtelfinale an der Türkei.